# Pim Jungerius
Pieter Dirk (Pim) Jungerius (Rijnsburg, 10 juni 1933 – Bennekom, 27 november 2023) was een Nederlandse fysisch geograaf en hoogleraar. 
Jungerius begon in 1951 met zijn studie fysische geografie aan de Universiteit van Amsterdam (Gemeente Universiteit), waar hij zijn doctoraalexamen in 1957 behaalde. In 1959 promoveerde Pim Jungerius aan dezelfde universiteit bij professor J.P. Bakker op een onderzoek naar de verwering, bodemvorming en geomorfologische processen in een deel van Luxemburg. 
Sinds zijn studie was Jungerius verbonden aan het door zijn leermeester J.P. Bakker opgezette Fysisch Geografisch en Bodemkundig Laboratorium (FGBL) van de Universiteit van Amsterdam. In 1963 werd hij hier benoemd tot lector. Na het plotselinge overlijden van Bakker in 1969 werd Pim Jungerius in 1970 aangesteld als zijn opvolger, als hoogleraar in de fysische geografie, klimatologie en cartografie. In 1998 ging hij met emeritaat. 
Jungerius heeft een belangrijke bijdrage geleverd aan de procesgeomorfologie, het onderzoek van geomorfologische processen. Hij heeft hiervoor, samen met zijn studenten, onderzoek gedaan in Europa en Noord-Afrika. In Nederland maakte hij naam met onderzoek naar eolische processen in de duinen en de dynamiek van het landschap. Hij behoorde bij de eersten die zich inzetten voor het stimuleren van actieve eolische processen in het Nederlandse duingebied en het herstel van de natuurlijke kustdynamiek. 
In 1987 werd Jungerius verkozen tot lid van de Koninklijke Nederlandse Akademie van Wetenschappen.
Na zijn pensionering in 1998 heeft hij zich nog decennia lang ingezet voor de bescherming van de aardkundige waarden, het geologisch en geomorfologisch erfgoed, in Nederland. 
Bij de latere totstandkoming van het huidige Instituut voor Biodiversiteit en Ecosysteem Dynamica (Institute for Biodiversity and Ecosystem Dynamics), een van de onderzoeksinstituten van de UvA, heeft Jungerius nog een prominente rol gespeeld.
- Gemeinsame Normdatei: 127115056
- International Standard Name Identifier: 0000 0001 1622 498X
- Library of Congress Control Number: n88126613
- Nationale Bibliotheek van Israël: 987007278042805171
- Virtual International Authority File: 37522536